# 우스만 유수포프
우스만 유수포비치 유수포프(우즈베크어: Usmon Yusupovich Yusupov, 러시아어: Усман Юсупович Юсупов, 1901년 5월 1일 ~ 1966년 5월 7일)는 우즈베크 소비에트 사회주의 공화국의 정치인으로 1937년부터 1950년까지 우즈베키스탄 공산당 제1서기를 지냈다.

## 어린 시절 및 경력
유수포프는 1901년 3월 1일 러시아 제국의 카프타르칸 마을에서 태어났다. 우즈베크인 노동자의 가정에서 태어난 그도 15세 때 코분치에 있는 조면 공장에서 일하기 시작했다.

## 정치 경력
우스만 유수포프는 1926년 소련 공산당에 입당했다.
1926년부터 1928년까지 그는 건설 조합의 타슈켄트 지방 위원회 의장을 지냈다. 1928년부터 1929년까지 우즈베키스탄 공산당 타슈켄트 지방위원회 조직부장을 지냈다. 1929년 3월부터 1931년 9월까지 사마르칸트에서 우즈베키스탄 공산당 중앙위원회 서기장을 지냈다. 1931년 9월부터 1934년 12월까지 타슈켄트에서 전연방노동조합 중앙아시아국장을 지냈다. 1936년 11월부터 1937년 9월까지 우즈베크 소비에트 사회주의 공화국 식품산업 인민위원장을 지냈다. 그는 5일간 우즈베키스탄 소비에트 최고위원회의 의장직을 수행했다.
유수포프는 1937년부터 1950년까지 우즈베키스탄 공산당 제1서기를 역임했다. 1938년부터 1943년까지 우즈베키스탄 공산당 타슈켄트 지역위원회 제1서기를 지냈다. 1950년부터 1953년까지 소비에트 연방의 목화 생산부 장관을 역임했으며 1953년부터 1954년까지 우즈베크 소비에트 사회주의 공화국 각료 회의의 제4대 의장을 지냈다. 그는 1959년 은퇴할 때까지 주립 농장 관리자로 일했다.

## 사망
우스만 유수포프는 1966년 5월 7일 양기율에서 65세 나이로 사망하였다. 그는 타슈켄트에 위치한 치가타이 묘지에 묻혔다.

## 같이 보기
- 우즈베키스탄 공산당
- 우즈베크 소비에트 사회주의 공화국